# 谷口浩成
谷口 浩成（たにぐち ひろなり）は、日本のロボット工学者・情報工学者。大阪工業大学ロボティクス＆デザイン工学部ロボット工学科教授。博士（工学）（東京農工大学）。日本機械学会機素潤滑設計部門アクチュエータシステム技術企画委員会委員。計測自動制御学会システムインテグレーション部門講演会2018実行委員会委員。ROBOMECH2021実行委員会委員。
専門は、ソフトロボティクス・ソフトアクチュエータ、機械計測工学・電子制御システム工学・メカトロニクス、医療福祉工学。

## 略歴
1998年東京農工大学工学部電気電子工学科卒業。2000年同大学大学院修士課程電子情報工学専攻修了。2003年同大学大学院博士課程電子情報工学専攻修了、博士（工学）（東京農工大学）。 岡山大学大学院自然科学研究科研究員などを経て、2012年ニュージーランドのオークランド大学留学。帰国後、津山工業高等専門学校電子制御工学科准教授などを経て、2016年大阪工業大学工学部に着任。2017年同大学ロボティクス＆デザイン工学部ロボット工学科准教授。2024年同学科教授。
主な所属学会は、日本ロボット学会、日本機械学会、計測自動制御学会、日本AEM学会、日本フルードパワーシステム学会、日本生体医工学会など。主な受賞は、電気学会優秀論文発表賞(2000)、日本機械学会第10回機素潤滑設計部門講演会奨励講演(2011)、1st ACEIAT and 3rd JTSTE 2014 Best Paper Awardなど。主な著書は、形状記憶合金アクチュエータとその応用（単著、機械設計2022、学術書）、ソフトロボティクスによる高機能リハビリテーション装置の開発（単著、油空圧技術2017、学術書）など。　　

## 主な研究
- 水中ゴミを回収するクラゲ型ソフトロボットの開発
- アバターロボットに用いるソフトアームの検討
- 形状記憶合金(SMA)アクチュエータを用いた跳躍移動型月面探査ロボットの開発
- ソフトアクチュエータを用いた医療デバイスに関する研究
- ソフトロボティクスによる高機能リハビリテーション装置の開発

担当するロボティクス＆デザイン工学部研究室生が、第31回スペース・エンジニアリング・コンファレンス（協賛: 日本航空宇宙学会）のALSS学生ポスターセッション2022において「優秀賞」を受賞および、アバターロボットを開発する国際技術賞金コンテスト「ANA Avatar XPRIZE」（米国マイアミ）でセミファイナリストに選出（チーム「X:Presence」）されている。 また、IIFES2019（大学・高専テクニカルアカデミー研究発表コンテスト: 東京ビッグサイト）で優秀賞を受賞（ソフトロボティクスによる医療・福祉機器の開発）。
ロボット工学の対外啓蒙活動として、高校生向けには「夢ナビ2020」での解説（空気圧を使って制御する人工筋肉によるロボットの開発)、小学生向けに、「枚方サイエンスフェア2021」での講師（月に向かう不思議な金属）を務めている。